# Guerra e pace (miniserie televisiva 2016)
Guerra e pace (War & Peace) è una miniserie televisiva trasmessa inizialmente da BBC One il 3 gennaio 2016, prodotta da BBC Cymru Wales, in associazione con The Weinstein Company, Lookout Point e BBC Worldwide. È un adattamento in sei puntate dell'omonimo romanzo dell'autore russo Lev Tolstoj, sceneggiato da Andrew Davies e diretto da Tom Harper.

## Premessa
Un affresco della Russia di inizio Ottocento (1805-1814) fino al momento cruciale dell'invasione napoleonica, con la Battaglia di Borodino e l'incendio di Mosca, campagna che segnò il destino dell'intera Europa.

## Puntate

### Edizione originale
| nº | Titolo    | Prima TV UK     |
| -- | --------- | --------------- |
| 1  | Episode 1 | 3 gennaio 2016  |
| 2  | Episode 2 | 10 gennaio 2016 |
| 3  | Episode 3 | 17 gennaio 2016 |
| 4  | Episode 4 | 24 gennaio 2016 |
| 5  | Episode 5 | 31 gennaio 2016 |
| 6  | Episode 6 | 7 febbraio 2016 |

### Edizione italiana
| nº | Titolo     | Prima TV Italia   |
| -- | ---------- | ----------------- |
| 1  | Episodio 1 | 16 settembre 2016 |
| 2  | Episodio 2 | 16 settembre 2016 |
| 3  | Episodio 3 | 23 settembre 2016 |
| 4  | Episodio 4 | 23 settembre 2016 |
| 5  | Episodio 5 | 30 settembre 2016 |
| 6  | Episodio 6 | 30 settembre 2016 |
| 7  | Episodio 7 | 7 ottobre 2016    |
| 8  | Episodio 8 | 7 ottobre 2016    |

## Personaggi e interpreti

### Personaggi principali
- Pierre Bezuchov, interpretato da Paul Dano, doppiato da Emiliano Coltorti.
- Nataša Rostova, interpretata da Lily James, doppiata da Gaia Bolognesi
- Andrej Bolkonskij, interpretato da James Norton, doppiato da Andrea Lavagnino.
- Marja Bolkonskaja, interpretata da Jessie Buckley, doppiata da Barbara De Bortoli.
- Nikolaj Rostov, interpretato da Jack Lowden, doppiato da Francesco Pezzulli.
- Sonja Rostova, interpretata da Aisling Loftus, doppiata da Veronica Puccio.
- Fedor Dolokhov, interpretato da Tom Burke.
- Hélène Kuragina, interpretata da Tuppence Middleton, doppiata da Domitilla D'Amico.
- Anatole Kuragin, interpretato da Callum Turner, doppiato da Stefano Crescentini.
- Conte Ilya Rostov, interpretato da Adrian Edmondson.
- Anna Mikhaylovna Drubetskaya, interpretata da Rebecca Front, doppiata da Roberta Greganti.
- Contessa Natalya Rostova, interpretata da Greta Scacchi, doppiata da Antonella Giannini.
- Boris Drubetskoy, interpretato da Aneurin Barnard, doppiato da Flavio Aquilone.
- Napoleone Bonaparte, interpretato da Mathieu Kassovitz.
- Principe Vassily Kuragin, interpretato da Stephen Rea, doppiato da Luca Biagini.
- Generale Michail Kutuzov, interpretato da Brian Cox.
- Zio Mikhail, interpretato da Kenneth Cranham.
- Anna Pavlovna Scherer, interpretata da Gillian Anderson, doppiata da Claudia Catani.
- Principe Nikolaj Bolkonskij, interpretato da Jim Broadbent, doppiato da Gianni Giuliano.

### Personaggi ricorrenti
- Lise Bolkonskaya, interpretata da Kate Phillips, doppiata da Valentina Favazza.
- Mademoiselle Bourienne, interpretata da Olivia Ross.
- Vassily Denisov, interpretato da Thomas Arnold.
- Platon Karataev, interpretato da Adrian Rawlins.
- Osip Alexeevich Bazdeev, interpretato da Ken Stott.
- Tikhon, interpretato da David Quilter.
- Zar Alessandro, interpretato da Ben Lloyd-Hughes.
- Petja Rostov, interpretato da Otto Farrant.
- Julie Karagina, interpretata da Chloe Pirrie, doppiata da Gemma Donati.
- Bilibin, interpretato da Rory Keenan.
- Generale Bennigsen, interpretato da Terence Beesley.
- Generale Mack, interpretato da Ludger Pistor.
- Principe Bagration, interpretato da Pip Torrens.

## Produzione
La miniserie, una co-produzione britannico-americana, è stata annunciata da Danny Cohen il 18 febbraio 2013 ed è stata commissionata insieme a Ben Stephenson, l'amministratore di BBC Drama. La produzione di BBC Cymru Wales, è associata a The Weinstein Company, Lookout Point e BBC Worldwide.
La miniserie è stata girata in Russia, Lituania e Lettonia con telecamere digitali Arri Alexa. Lenti anamorfiche sono state impiegate per la loro messa a fuoco ad effetto sfocato.

## Distribuzione
Nel Regno Unito la miniserie consta di cinque puntate da 60 minuti e una puntata finale di 82 minuti, trasmessa da BBC One dal 3 gennaio al 7 febbraio 2016.
Negli Stati Uniti la miniserie è andata in onda dal 18 gennaio 2016 in simulcast attraverso tre emittenti: A&E, Lifetime e History.
In Canada, è stata trasmessa nello stesso formato degli Stati Uniti ma solo su A&E.
In Italia è stata trasmessa per la prima volta su La EFFE suddivisa in otto puntate dal 16 settembre al 7 ottobre 2016. 
In chiaro, è andata in onda su Canale 5 dal 29 agosto al 5 settembre 2018.

## Riconoscimenti
- 2017 - Satellite Award
  - Candidatura a Lily James per la miglior attrice in una miniserie o film per la televisione per Guerra e Pace